# Scotorythra isospora
Scotorythra isospora är en fjärilsart som beskrevs av Edward Meyrick 1899. Scotorythra isospora ingår i släktet Scotorythra och familjen mätare. Inga underarter finns listade.